# Bill Brittain
William E. "Bill" Brittain, född 16 december 1930 i Rochester, New York, död 16 december 2011, var en amerikansk deckar- och barn- och ungdomsboksförfattare. Brittains främsta verk handlar dels om läraren Mr Strang som löser omöjliga brott, dels om en serie noveller vars namn börjar med frasen "The Man who read" och sedan namnet en berömd deckarförfattare, såsom Agatha Christie.

## Biografi
Mycket litet är känt om William Brittain. Han började som high school-lärare, men insåg att han skulle tjäna bättre som författare. 1965 publicerades hans första novell i Ellery Queen's Mystery Magazine, nämligen The Man who read John Dickson Carr, som en parodi på det slutna rummets mästare, John Dickson Carr. Novellen blev mycket uppmärksammad (den har till exempel översatts till svenska i Jan Brobergs Mord i slutna rum 1967), och följdes av en serie andra efter samma mönster: en person som gillar deckare, och tar efter en författares detektivs personlighet för att lösa ett fall. Serien bör egentligen räknas till pastisch-genren snarare än till ren parodi.
Parallellt med den serien inledde Brittain en serie om high school-läraren Leonard Strang, som utan att göra några egentliga undersökningar, resonerar sig fram till lösningen på problemet, ofta genom att se detaljer som andra har trott varit vardagliga. (Den typen av detektiv kallas ibland fåtöljdetektiv.) Mr Strang blev Brittains främste huvudperson, eftersom den förra serien begagnade sig av nya protagonister i varje novell, men dessutom blev intrigerna i de berättelserna mer komplexa, delvis därför att berättelserna sällan innehåller några mord, något som är ovanligt i traditionella pusseldeckare. Anledningen är att novellerna utspelar sig bland ungdomar, och att kopplingen mellan ungdomar och död inte anses passande.
Den sista The Man who Read... kom 1978, och den sista Mr Strang 1983. I slutet av 1970-talet och början av 1980-talet gick Brittain nästan helt över till att skriva böcker för barn och ungdomar, då under namnet Bill Brittain. Flera av hans böcker har fått stor uppmärksamhet i USA, till exempel The Wish Giver som fått Newbery Honor-priset. Han bodde sina sista år i Asheville i North Carolina där han hade undervisat mellan 1993 och 2010.